# Rasalas
Rasalas (arabisch رأس الأسد, DMG raʾs al-asad ‚Kopf des Löwen‘) ist der Eigenname des Sterns μ Leonis (My Leonis) im Sternbild  Löwe. Rasalas gehört der Spektralklasse K3 an und besitzt eine Helligkeit von +3,88 mag.
Rasalas ist ca. 133 Lichtjahre von der Erde entfernt (Hipparcos Datenbank). Andere Namen: Alshemali, Ras al Asad, Ras Elased Boraelis.